# 호세 마리아 페냐
아나클레토 호세 마리아 페냐 살레기(스페인어: Anacleto José María Peña Salegui; 1895년 4월 19일, 바스크 주 라스 아레나스 ~ 1988년 1월 13일, 바스크 주 라스 아레나스)는 스페인의 프로 축구 선수이자 감독이었다. 라스 아레나스 출신인 그는 아레나스 게초에서 미드필더로 축구를 시작했다.
그는 마드리드로 이주해 레알 마드리드에 입단하며 명성을 쌓았다. 그는 마드리드에서 1926년부터 1932년까지 6년을 활약했다. 그 동안 마드리드는 4차례 중부 선수권 대회를 우승했고, 본인도 스페인 국가대표팀 경기에 21번 출전했다.
페냐는 육상 선수로도 두각을 나타냈는데, 1918년 스페인 전국 육상 대회에 참가해 400미터 부문에서 은메달을 목에 걸었고, 1923년 대회에서는 창던지기 은메달과 200미터, 110미터 허들, 그리고 4 × 400미터 계주에서 동메달을 획득했다. 1925년 대회에서는 400미터 허들과 4 × 400미터 계주에서 금메달을 획득하였고, 1926년에는 110미터 허들에서 금메달을, 4 × 400미터 계주에서 동메달을 땄다.